# LDR (motorfiets)
LDR is een historisch motorfietsmerk.
De bedrijfsnaam was: Lindenmeier Motorradfabrik, Gebr. Herz, Augsburg.
Dit was een Duitse fabriek die slechts één model bouwde, voorzien van een 548cc-eencilinder kopklepmotor. De productie begon in 1922 en eindigde in 1925.